# Bahnstrecke Spielfeld-Straß–Triest
| Streckennummer (ÖBB): | 10501                                    |                                                                 |                                                                 |
| Streckennummer (RFI): | 63                                       |                                                                 |                                                                 |
| Streckennummer: | 30 bis Zidani Most, 10 bis Ljubljana, 50 |                                                                 |                                                                 |
| Spurweite: | 1435 mm (Normalspur)                     |                                                                 |                                                                 |
| Stromsystem: | 3 kV =                                   |                                                                 |                                                                 |
| Streckengeschwindigkeit: | 160 km/h                                 |                                                                 |                                                                 |
| Zweigleisigkeit: | Maribor–Trieste Centrale                 |                                                                 |                                                                 |
| |                                          |                                                                 |                                                                 |
| (Deutsche Stationsnamen aus dem Kursbuch 1901, ohne die kurzlebigen NS-Namen aus dem Kursbuch 1943)\| \| \| von Wien \| \| \| \| \| von Ljutomer \| \| \| \| 612,5 \| Spielfeld-Straß \| Spielfeld-Straß \| \| \| 610,4 \| Staatsgrenze Österreich–Slowenien \| Staatsgrenze Österreich–Slowenien \| \| \| \| Tunnel Egidi (235 m) \| \| \| \| 610,1 \| Šentilj meja \| Šentilj meja \| \| \| 608,0 \| Šentilj St. Egidi \| Šentilj St. Egidi \| \| \| 604,1 \| Cirknica (Zirknitz) \| Cirknica (Zirknitz) \| \| \| 600,3 \| Pesnica (Pössnitz) \| Pesnica (Pössnitz) \| \| \| \| Tunnel Hitro (665 m) \| \| \| \| 595,6 \| Košaki 1943 nicht aufgelistet \| Košaki 1943 nicht aufgelistet \| \| \| 594,0 \| Maribor (Marburg an der Drau) \| Maribor (Marburg an der Drau) \| \| \| \| Drau \| \| \| \| \| nach Klagenfurt–Lienz–Franzensfeste \| \| \| \| 591,3 \| Maribor Tezno \| Maribor Tezno \| \| \| 590,8 \| Maribor Tezno Güterbahnhof \| Maribor Tezno Güterbahnhof \| \| \| 586,9 \| Hoče (Kötsch) \| Hoče (Kötsch) \| \| \| 583,8 \| Orehova vas (Nußdorf) \| Orehova vas (Nußdorf) \| \| \| 581,7 \| Rače (Kranichsfeld-Frauheim) \| Rače (Kranichsfeld-Frauheim) \| \| \| \| von Budapest-Déli \| \| \| \| 576,3 \| Pragersko Lave 1943 nicht aufgelistet \| Pragersko Lave 1943 nicht aufgelistet \| \| \| 575,2 \| Pragersko (Pragerhof) \| Pragersko (Pragerhof) \| \| \| \| Tunnel Crešnjevec (242 m)[1] \| \| \| \| 568,8 \| Slovenska Bistrica (Windisch-Feistritz) \| Slovenska Bistrica (Windisch-Feistritz) \| \| \| 561,2 \| Poljčane (Pöltschach) \| 262 m. i. J. \| \| \| \| nach Zreče \| \| \| \| \| Drann \| \| \| \| \| Tunnel Lipoglav (238 m) \| \| \| \| 552,8 \| Dolga Gora \| 300 m. i. J. \| \| \| 550,0 \| Ostrožno (Grobelno) 1943 nicht aufgelistet \| 287 m. i. J. \| \| \| 545,8 \| Ponikva tovorna Frachtenbahnhof \| Ponikva tovorna Frachtenbahnhof \| \| \| 545,3 \| Ponikva 1943 als Ponigi \| 276 m. i. J. \| \| \| \| von Stranje \| \| \| \| 541,1 \| Grobelno 1943 als Grübel \| 264 m. i. J. \| \| \| \| Voglajna \| \| \| \| \| Voglajna \| \| \| \| 537,6 \| Šentjur pri Celju (St. Georgen) \| 259 m. i. J. \| \| \| 531,8 \| Štore 1943 als Stockenhammer \| 248 m. i. J. \| \| \| \| von Dravograd (Unterdrauburg) und Velenje (Wöllan) \| \| \| \| 526,9 \| Celje (Cilli) \| 239 m. i. J. \| \| \| \| Voglajna \| \| \| \| \| Savinja \| \| \| \| 516,6 \| Laško (Markt Tüffer) \| 224 m. i. J. \| \| \| \| Savinja \| \| \| \| 509,6 \| Rimske Toplice (Römerbad) \| 214 m. i. J. \| \| \| \| Savinja \| \| \| \| \| von und nach Zagreb (Agram) \| \| \| \| 502,0 \| Zidani Most (Steinbrück) \| 202 m. i. J. \| \| \| 509,8 \| Hrastnik (Hrastnigg) \| 209 m. i. J. \| \| \| \| Tunnel Ringo (132,15 m) \| \| \| \| 514,6 \| Trbovlje tovorna Frachtenbahnhof \| Trbovlje tovorna Frachtenbahnhof \| \| \| 514,6 \| Trbovlje (Trifail) 1943 als Trifall \| 213 m. i. J. \| \| \| \| Anschlussbahn Zagorje ob Savi \| \| \| \| 519,1 \| Zagorje (Sagor) \| 222 m. i. J. \| \| \| 527,8 \| Sava \| 230 m. i. J. \| \| \| 534,6 \| Litija (Littai) \| 239 m. i. J. \| \| \| \| Save (246 m) \| \| \| \| \| Tunnel Poganek (123,00 m) \| \| \| \| 541,9 \| Kresnice (Kressnitz) 1943 als Kressnitz \| 250 m. i. J. \| \| \| 547,1 \| Jevnica(Gelnitz oder Joinitz) \| 258 m. i. J. \| \| \| 551,0 \| Laze (Laase) \| 264 m. i. J. \| \| \| \| Ljubljanica (90 m) \| \| \| \| 557,8 \| Ljubljana Zalog(Salloch) \| 276 m. i. J. \| \| \| 560,3 \| Ljubljana Polje (Mariafeld) \| 284 m. i. J. \| \| \| \| von Karlovac und Grosuplje \| \| \| \| 565,7 \| Ljubljana (Laibach) \| 298 m. i. J. \| \| \| \| nach Jesenice (Aßling) und zur Tauernbahn, bis 1967 nach Tarvis \| \| \| \| 567,7 \| Ljubljana Tivoli \| Ljubljana Tivoli \| \| \| 573,8 \| Brezovica \| Brezovica \| \| \| \| nach Vrhnika \| \| \| \| 578,0 \| Notranje Gorice \| Notranje Gorice \| \| \| 580,5 \| Preserje (Presser) \| Preserje (Presser) \| \| \| \| Trasse bis 1944/1947 \| \| \| \| 586,5 \| Borovnica (Franzdorf) \| Borovnica (Franzdorf) \| \| \| \| Dolinski most (Franzdorfer Viadukt) \| \| \| \| \| \| \| \| \| \| Trasse bis 1944/1947 \| \| \| \| 597,8 \| Verd \| Verd \| \| \| 607,1 \| Logatec (Loitsch) \| Logatec (Loitsch) \| \| \| 614,7 \| Planina (Grenze zu Italien 1920–1945) \| Planina (Grenze zu Italien 1920–1945) \| \| \| 621,2 \| Rakek \| Rakek \| \| \| 632,8 \| Postojna (Adelsberg) \| Postojna (Adelsberg) \| \| \| 639,3 \| Prestranek \| Prestranek \| \| \| 645,7 \| Pivka (St. Peter in Krain) \| Pivka (St. Peter in Krain) \| \| \| \| nach Rijeka (Fiume) \| \| \| \| 653,6 \| Košana \| Košana \| \| \| 657,5 \| Gornje Ležeče (Ober Lesece) \| Gornje Ležeče (Ober Lesece) \| \| \| 669,6 \| Divača \| Divača \| \| \| \| Bahnstrecke Divača–Pula \| \| \| \| 673,4 \| Povir \| Povir \| \| \| \| von Nova Gorica (Görz) \| \| \| \| 679,2 \| Sežana (Sessana) \| Sežana (Sessana) \| \| \| 682,5 (32,511) \| Staatsgrenze Slowenien–Italien \| Staatsgrenze Slowenien–Italien \| \| \| \| (Neutrassierung nach 1945) \| \| \| \| \| Autoporto Fernetti \| \| \| \| \| \| \| \| \| \| von Jesenice \| \| \| \| \| Opicina Campagna (Opicina Südbahn) \| 310 m s.l.m. \| \| \| 687,528,533 \| Villa Opicina (Opicina Staatsbf) \| 302 m s.l.m. \| \| \| \| Verbindungsbahn \| \| \| \| \| nach Trieste Campo Marzio \| \| \| \| \| RA 13 – E 70 \| \| \| \| \| (Neutrassierung nach 1945) \| \| \| \| 16,418 \| Aurisina \| 167 m s.l.m. \| \| \| \| RA 13 – E 70 \| \| \| \| 14,330 \| Bivio d’Aurisina Scambio Estremo Viadotto \| Bivio d’Aurisina Scambio Estremo Viadotto \| \| \| \| nach Udine und nach Venedig \| \| \| \| 13,687 \| Bivio d’Aurisina Scambio Estremo Galleria \| Bivio d’Aurisina Scambio Estremo Galleria \| \| \| \| von Udine und von Venedig \| \| \| \| \| Santa Croce di Trieste \| 110 m s.l.m. \| \| \| \| Grignano bis 2010[2] \| 81 m s.l.m. \| \| \| 7,033 \| Miramare \| Miramare \| \| \| \| \| \| \| \| 2,269 \| Trieste Gruppo Scambi Barcola \| Trieste Gruppo Scambi Barcola \| \| \| \| nach Trieste Campo Marzio \| \| \| \| 1,424 \| Trieste Gruppo Scambi Grett \| Trieste Gruppo Scambi Grett \| \| \| \| von Trieste Campo Marzio \| \| \| \| 0,000 \| Trieste Centrale \| 3 m s.l.m. \| |                                          |                                                                 |                                                                 |
| Strecke |                                          | von Wien                                                        | von Wien                                                        |
| Abzweig geradeaus und von links |                                          | von Ljutomer                                                    | von Ljutomer                                                    |
| Bahnhof | 612,5                                    | Spielfeld-Straß                                                 | Spielfeld-Straß                                                 |
| Grenze | 610,4                                    | Staatsgrenze Österreich–Slowenien                               | Staatsgrenze Österreich–Slowenien                               |
| Tunnel |                                          | Tunnel Egidi (235 m)                                            | Tunnel Egidi (235 m)                                            |
| Haltepunkt / Haltestelle | 610,1                                    | Šentilj meja                                                    | Šentilj meja                                                    |
| Bahnhof | 608,0                                    | Šentilj St. Egidi                                               | Šentilj St. Egidi                                               |
| Haltepunkt / Haltestelle | 604,1                                    | Cirknica (Zirknitz)                                             | Cirknica (Zirknitz)                                             |
| Bahnhof | 600,3                                    | Pesnica (Pössnitz)                                              | Pesnica (Pössnitz)                                              |
| Tunnel |                                          | Tunnel Hitro (665 m)                                            | Tunnel Hitro (665 m)                                            |
| Haltepunkt / Haltestelle | 595,6                                    | Košaki 1943 nicht aufgelistet                                   | Košaki 1943 nicht aufgelistet                                   |
| Bahnhof | 594,0                                    | Maribor (Marburg an der Drau)                                   | Maribor (Marburg an der Drau)                                   |
| Brücke über Wasserlauf |                                          | Drau                                                            | Drau                                                            |
| Abzweig geradeaus, nach rechts und von rechts |                                          | nach Klagenfurt–Lienz–Franzensfeste                             | nach Klagenfurt–Lienz–Franzensfeste                             |
| Haltepunkt / Haltestelle | 591,3                                    | Maribor Tezno                                                   | Maribor Tezno                                                   |
| Dienststation / Betriebs- oder Güterbahnhof | 590,8                                    | Maribor Tezno Güterbahnhof                                      | Maribor Tezno Güterbahnhof                                      |
| Bahnhof | 586,9                                    | Hoče (Kötsch)                                                   | Hoče (Kötsch)                                                   |
| Haltepunkt / Haltestelle | 583,8                                    | Orehova vas (Nußdorf)                                           | Orehova vas (Nußdorf)                                           |
| Bahnhof | 581,7                                    | Rače (Kranichsfeld-Frauheim)                                    | Rače (Kranichsfeld-Frauheim)                                    |
| Abzweig geradeaus, nach links und von links |                                          | von Budapest-Déli                                               | von Budapest-Déli                                               |
| Bahnhof | 576,3                                    | Pragersko Lave 1943 nicht aufgelistet                           | Pragersko Lave 1943 nicht aufgelistet                           |
| Bahnhof | 575,2                                    | Pragersko (Pragerhof)                                           | Pragersko (Pragerhof)                                           |
| Tunnel |                                          | Tunnel Crešnjevec (242 m)                                       | Tunnel Crešnjevec (242 m)                                       |
| Bahnhof | 568,8                                    | Slovenska Bistrica (Windisch-Feistritz)                         | Slovenska Bistrica (Windisch-Feistritz)                         |
| Bahnhof · Kopfbahnhof Streckenanfang (Strecke außer Betrieb) | 561,2                                    | Poljčane (Pöltschach)                                           | 262 m. i. J.                                                    |
| Kreuzung geradeaus oben (Querstrecke außer Betrieb) · Strecke nach rechts (außer Betrieb) |                                          | nach Zreče                                                      | nach Zreče                                                      |
| Brücke über Wasserlauf |                                          | Drann                                                           | Drann                                                           |
| Tunnel |                                          | Tunnel Lipoglav (238 m)                                         | Tunnel Lipoglav (238 m)                                         |
| Haltepunkt / Haltestelle | 552,8                                    | Dolga Gora                                                      | 300 m. i. J.                                                    |
| Haltepunkt / Haltestelle | 550,0                                    | Ostrožno (Grobelno) 1943 nicht aufgelistet                      | 287 m. i. J.                                                    |
| Bahnhof | 545,8                                    | Ponikva tovorna Frachtenbahnhof                                 | Ponikva tovorna Frachtenbahnhof                                 |
| Bahnhof | 545,3                                    | Ponikva 1943 als Ponigi                                         | 276 m. i. J.                                                    |
| Abzweig geradeaus und von links |                                          | von Stranje                                                     | von Stranje                                                     |
| Bahnhof | 541,1                                    | Grobelno 1943 als Grübel                                        | 264 m. i. J.                                                    |
| Brücke über Wasserlauf |                                          | Voglajna                                                        | Voglajna                                                        |
| Brücke über Wasserlauf |                                          | Voglajna                                                        | Voglajna                                                        |
| Bahnhof | 537,6                                    | Šentjur pri Celju (St. Georgen)                                 | 259 m. i. J.                                                    |
| Haltepunkt / Haltestelle | 531,8                                    | Štore 1943 als Stockenhammer                                    | 248 m. i. J.                                                    |
| Abzweig geradeaus und von rechts |                                          | von Dravograd (Unterdrauburg) und Velenje (Wöllan)              | von Dravograd (Unterdrauburg) und Velenje (Wöllan)              |
| Bahnhof | 526,9                                    | Celje (Cilli)                                                   | 239 m. i. J.                                                    |
| Brücke über Wasserlauf |                                          | Voglajna                                                        | Voglajna                                                        |
| Brücke über Wasserlauf |                                          | Savinja                                                         | Savinja                                                         |
| Bahnhof | 516,6                                    | Laško (Markt Tüffer)                                            | 224 m. i. J.                                                    |
| Brücke über Wasserlauf |                                          | Savinja                                                         | Savinja                                                         |
| Bahnhof | 509,6                                    | Rimske Toplice (Römerbad)                                       | 214 m. i. J.                                                    |
| Brücke über Wasserlauf |                                          | Savinja                                                         | Savinja                                                         |
| Abzweig geradeaus, nach links und von links |                                          | von und nach Zagreb (Agram)                                     | von und nach Zagreb (Agram)                                     |
| Bahnhof | 502,0                                    | Zidani Most (Steinbrück)                                        | 202 m. i. J.                                                    |
| Bahnhof | 509,8                                    | Hrastnik (Hrastnigg)                                            | 209 m. i. J.                                                    |
| Tunnel |                                          | Tunnel Ringo (132,15 m)                                         | Tunnel Ringo (132,15 m)                                         |
| Bahnhof | 514,6                                    | Trbovlje tovorna Frachtenbahnhof                                | Trbovlje tovorna Frachtenbahnhof                                |
| Bahnhof | 514,6                                    | Trbovlje (Trifail) 1943 als Trifall                             | 213 m. i. J.                                                    |
| Abzweig geradeaus und von rechts |                                          | Anschlussbahn Zagorje ob Savi                                   | Anschlussbahn Zagorje ob Savi                                   |
| Bahnhof | 519,1                                    | Zagorje (Sagor)                                                 | 222 m. i. J.                                                    |
| Bahnhof | 527,8                                    | Sava                                                            | 230 m. i. J.                                                    |
| Bahnhof | 534,6                                    | Litija (Littai)                                                 | 239 m. i. J.                                                    |
| Brücke über Wasserlauf |                                          | Save (246 m)                                                    | Save (246 m)                                                    |
| Tunnel |                                          | Tunnel Poganek (123,00 m)                                       | Tunnel Poganek (123,00 m)                                       |
| Bahnhof | 541,9                                    | Kresnice (Kressnitz) 1943 als Kressnitz                         | 250 m. i. J.                                                    |
| Haltepunkt / Haltestelle | 547,1                                    | Jevnica(Gelnitz oder Joinitz)                                   | 258 m. i. J.                                                    |
| Bahnhof | 551,0                                    | Laze (Laase)                                                    | 264 m. i. J.                                                    |
| Brücke über Wasserlauf |                                          | Ljubljanica (90 m)                                              | Ljubljanica (90 m)                                              |
| Bahnhof | 557,8                                    | Ljubljana Zalog(Salloch)                                        | 276 m. i. J.                                                    |
| Haltepunkt / Haltestelle | 560,3                                    | Ljubljana Polje (Mariafeld)                                     | 284 m. i. J.                                                    |
| Abzweig geradeaus und von links |                                          | von Karlovac und Grosuplje                                      | von Karlovac und Grosuplje                                      |
| Bahnhof | 565,7                                    | Ljubljana (Laibach)                                             | 298 m. i. J.                                                    |
| Abzweig geradeaus und nach rechts |                                          | nach Jesenice (Aßling) und zur Tauernbahn, bis 1967 nach Tarvis | nach Jesenice (Aßling) und zur Tauernbahn, bis 1967 nach Tarvis |
| Haltepunkt / Haltestelle | 567,7                                    | Ljubljana Tivoli                                                | Ljubljana Tivoli                                                |
| Bahnhof | 573,8                                    | Brezovica                                                       | Brezovica                                                       |
| Abzweig geradeaus und ehemals nach rechts |                                          | nach Vrhnika                                                    | nach Vrhnika                                                    |
| Haltepunkt / Haltestelle | 578,0                                    | Notranje Gorice                                                 | Notranje Gorice                                                 |
| Haltepunkt / Haltestelle | 580,5                                    | Preserje (Presser)                                              | Preserje (Presser)                                              |
| Verschwenkung von links · Verschwenkung von rechts (Strecke außer Betrieb) |                                          | Trasse bis 1944/1947                                            | Trasse bis 1944/1947                                            |
| Bahnhof · Strecke (außer Betrieb) | 586,5                                    | Borovnica (Franzdorf)                                           | Borovnica (Franzdorf)                                           |
| Strecke nach halblinks · Strecke ehemals nach halbrechts |                                          | Dolinski most (Franzdorfer Viadukt)                             | Dolinski most (Franzdorfer Viadukt)                             |
| Strecke ehemals von halblinks · Strecke von halbrechts |                                          |                                                                 |                                                                 |
| Verschwenkung nach links (Strecke außer Betrieb) · Verschwenkung nach rechts |                                          | Trasse bis 1944/1947                                            | Trasse bis 1944/1947                                            |
| Bahnhof | 597,8                                    | Verd                                                            | Verd                                                            |
| Bahnhof | 607,1                                    | Logatec (Loitsch)                                               | Logatec (Loitsch)                                               |
| Haltepunkt / Haltestelle | 614,7                                    | Planina (Grenze zu Italien 1920–1945)                           | Planina (Grenze zu Italien 1920–1945)                           |
| Bahnhof | 621,2                                    | Rakek                                                           | Rakek                                                           |
| Bahnhof | 632,8                                    | Postojna (Adelsberg)                                            | Postojna (Adelsberg)                                            |
| Bahnhof | 639,3                                    | Prestranek                                                      | Prestranek                                                      |
| Bahnhof | 645,7                                    | Pivka (St. Peter in Krain)                                      | Pivka (St. Peter in Krain)                                      |
| Abzweig geradeaus und nach links |                                          | nach Rijeka (Fiume)                                             | nach Rijeka (Fiume)                                             |
| Haltepunkt / Haltestelle | 653,6                                    | Košana                                                          | Košana                                                          |
| Haltepunkt / Haltestelle | 657,5                                    | Gornje Ležeče (Ober Lesece)                                     | Gornje Ležeče (Ober Lesece)                                     |
| Bahnhof | 669,6                                    | Divača                                                          | Divača                                                          |
| Abzweig geradeaus, nach links und von links |                                          | Bahnstrecke Divača–Pula                                         | Bahnstrecke Divača–Pula                                         |
| Haltepunkt / Haltestelle | 673,4                                    | Povir                                                           | Povir                                                           |
| Abzweig geradeaus und von rechts |                                          | von Nova Gorica (Görz)                                          | von Nova Gorica (Görz)                                          |
| Bahnhof | 679,2                                    | Sežana (Sessana)                                                | Sežana (Sessana)                                                |
| Grenze | 682,5 (32,511)                           | Staatsgrenze Slowenien–Italien                                  | Staatsgrenze Slowenien–Italien                                  |
| Verschwenkung von links (Strecke außer Betrieb) · Verschwenkung von rechts |                                          | (Neutrassierung nach 1945)                                      | (Neutrassierung nach 1945)                                      |
| Betriebs-/Güterbahnhof Strecke bis hier außer Betrieb · Strecke |                                          | Autoporto Fernetti                                              | Autoporto Fernetti                                              |
| Abzweig ehemals geradeaus und nach links · Abzweig geradeaus und von rechts |                                          |                                                                 |                                                                 |
| Kreuzung geradeaus unten (Strecke geradeaus außer Betrieb) · Abzweig geradeaus und von rechts |                                          | von Jesenice                                                    | von Jesenice                                                    |
| Bahnhof (Strecke außer Betrieb) · Strecke |                                          | Opicina Campagna (Opicina Südbahn)                              | 310 m s.l.m.                                                    |
| Strecke (außer Betrieb) · Bahnhof | 687,528,533                              | Villa Opicina (Opicina Staatsbf)                                | 302 m s.l.m.                                                    |
| Abzweig geradeaus und nach links (Strecke außer Betrieb) · Abzweig geradeaus und ehemals nach rechts |                                          | Verbindungsbahn                                                 | Verbindungsbahn                                                 |
| Strecke (außer Betrieb) · Abzweig geradeaus und nach links |                                          | nach Trieste Campo Marzio                                       | nach Trieste Campo Marzio                                       |
| Brücke (Strecke außer Betrieb) · Brücke |                                          | RA 13 – E 70                                                    | RA 13 – E 70                                                    |
| Verschwenkung nach links (Strecke außer Betrieb) · Verschwenkung nach rechts |                                          | (Neutrassierung nach 1945)                                      | (Neutrassierung nach 1945)                                      |
| Bahnhof | 16,418                                   | Aurisina                                                        | 167 m s.l.m.                                                    |
| Brücke |                                          | RA 13 – E 70                                                    | RA 13 – E 70                                                    |
| Abzweig geradeaus und nach rechts | 14,330                                   | Bivio d’Aurisina Scambio Estremo Viadotto                       | Bivio d’Aurisina Scambio Estremo Viadotto                       |
| Strecke |                                          | nach Udine und nach Venedig                                     | nach Udine und nach Venedig                                     |
| Abzweig geradeaus und von rechts | 13,687                                   | Bivio d’Aurisina Scambio Estremo Galleria                       | Bivio d’Aurisina Scambio Estremo Galleria                       |
| Strecke |                                          | von Udine und von Venedig                                       | von Udine und von Venedig                                       |
| ehemaliger Haltepunkt / Haltestelle |                                          | Santa Croce di Trieste                                          | 110 m s.l.m.                                                    |
| ehemaliger Bahnhof |                                          | Grignano bis 2010                                               | 81 m s.l.m.                                                     |
| Haltepunkt / Haltestelle | 7,033                                    | Miramare                                                        | Miramare                                                        |
| Tunnel |                                          |                                                                 |                                                                 |
| Abzweig geradeaus und nach links | 2,269                                    | Trieste Gruppo Scambi Barcola                                   | Trieste Gruppo Scambi Barcola                                   |
| Strecke |                                          | nach Trieste Campo Marzio                                       | nach Trieste Campo Marzio                                       |
| Abzweig geradeaus und von links | 1,424                                    | Trieste Gruppo Scambi Grett                                     | Trieste Gruppo Scambi Grett                                     |
| Strecke |                                          | von Trieste Campo Marzio                                        | von Trieste Campo Marzio                                        |
| Kopfbahnhof Streckenende | 0,000                                    | Trieste Centrale                                                | 3 m s.l.m.                                                      |

Die Bahnstrecke Spielfeld-Straß–Triest ist eine größtenteils zweigleisige, elektrifizierte Hauptbahn in Slowenien, samt Enden in Österreich und Italien. Sie ist die südliche Hälfte (etwa 270 von 589 km) der historischen österreichischen Südbahn von Wien nach Triest. Sie wurde von der k.k. Südlichen Staatsbahn erbaut und jahrzehntelang von der Südbahngesellschaft betrieben, einer großen privaten Eisenbahngesellschaft der Donaumonarchie. Sie verläuft von Spielfeld-Straß über die österreichisch-slowenische Grenze bei Šentilj, weiter über Maribor (Marburg), Ljubljana (Laibach) und den slowenischen Karst zum heute italienischen Adriahafen Triest.

## Geschichte

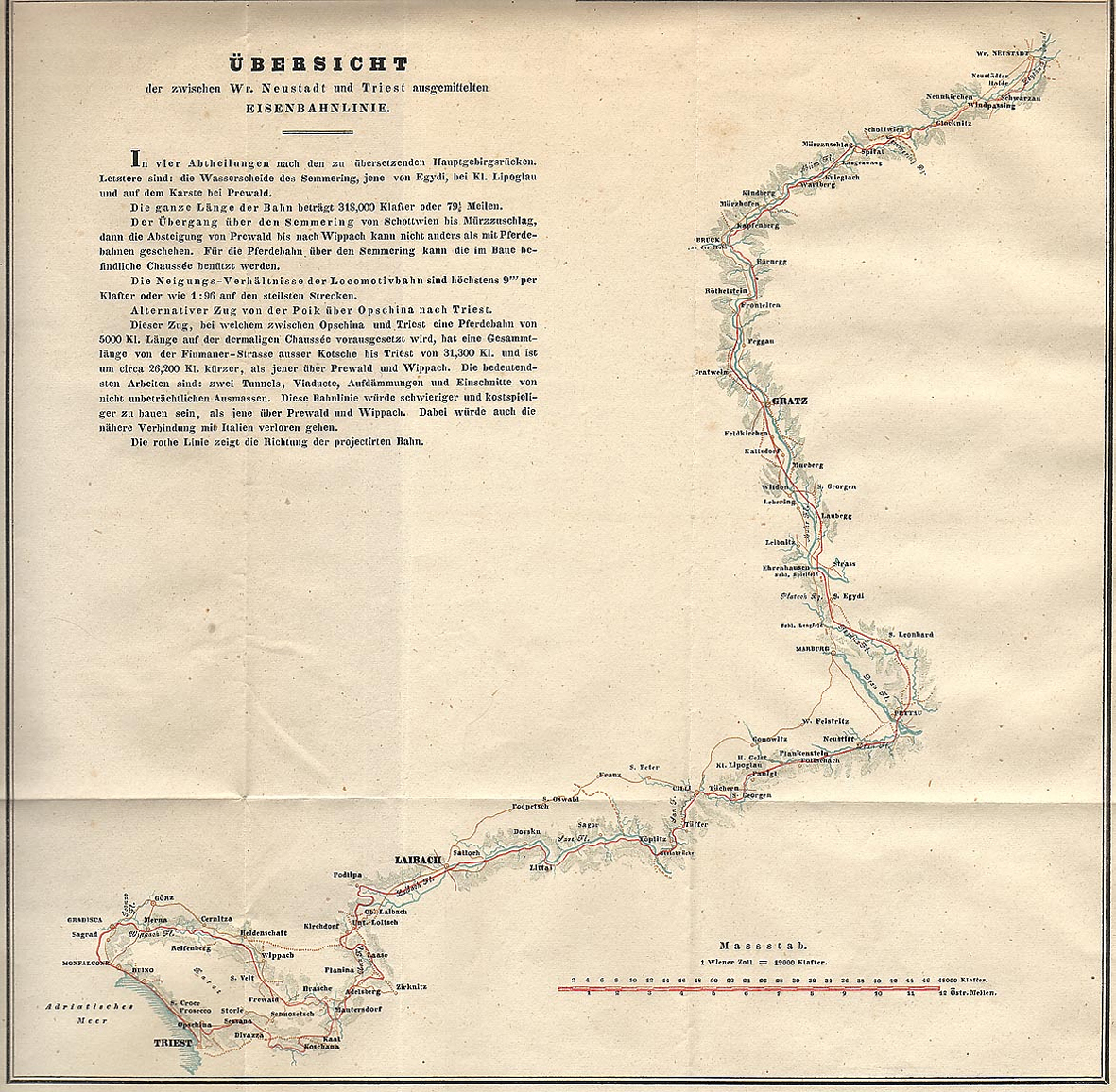
Übersicht der zwischen Wr. Neustadt und Triest ausgemittelten Eisenbahnlinie (1841)

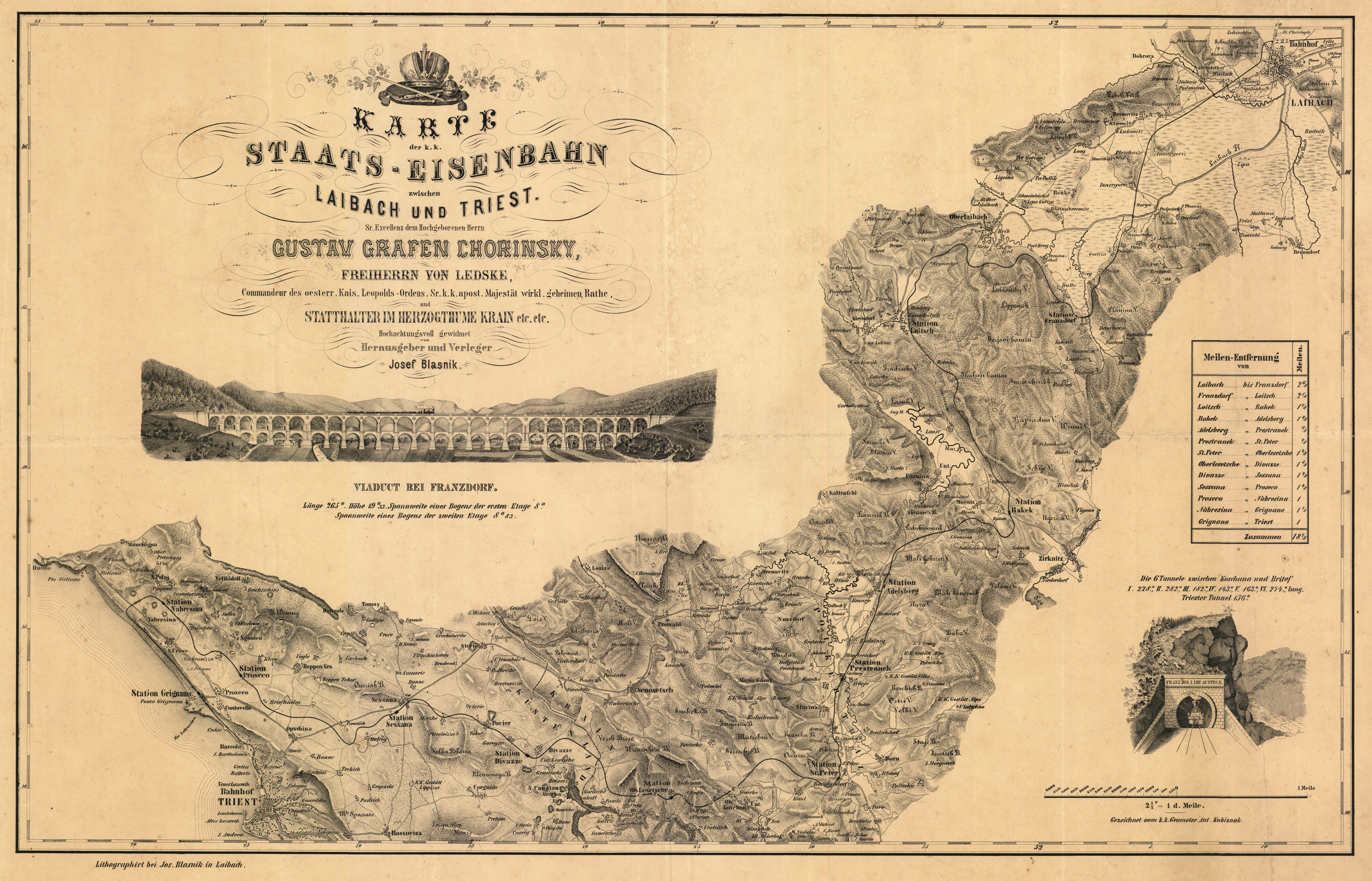
Karte der k.k. Staats-Eisenbahn zwischen Laibach und Triest (1850), OBV.

1829 gab es erste Pläne für eine Eisenbahnverbindung zwischen Wien und der Adria. Erste Bauarbeiten zwischen Wien und Baden wurden aber erst 1839 aufgenommen, 1842 war die Strecke Wien–Gloggnitz befahrbar. 1844 wurde der Betrieb zwischen Mürzzuschlag und Graz aufgenommen. 1843 nahm die k.k. südliche Staatsbahn die Bauarbeiten von Graz südwärts nach Cilli (Celje) auf. Zum Streckenbau wurden hier vermehrt Kunstbauten notwendig. Die Eröffnung dieses Streckenabschnitts erfolgte am 2. Juni 1848.
Die Bauarbeiten am folgenden Streckenabschnitt nach Laibach (Ljubljana) wurden durch die Revolution von 1848 verzögert, so dass der Betrieb erst am 18. August 1849 aufgenommen werden konnte. Die zwischen Gloggnitz und Mürzzuschlag bestehende Lücke wurde erst 1854 durch die Eröffnung der Semmeringbahn geschlossen: die Strecke Wien–Laibach war somit durchgehend befahrbar.

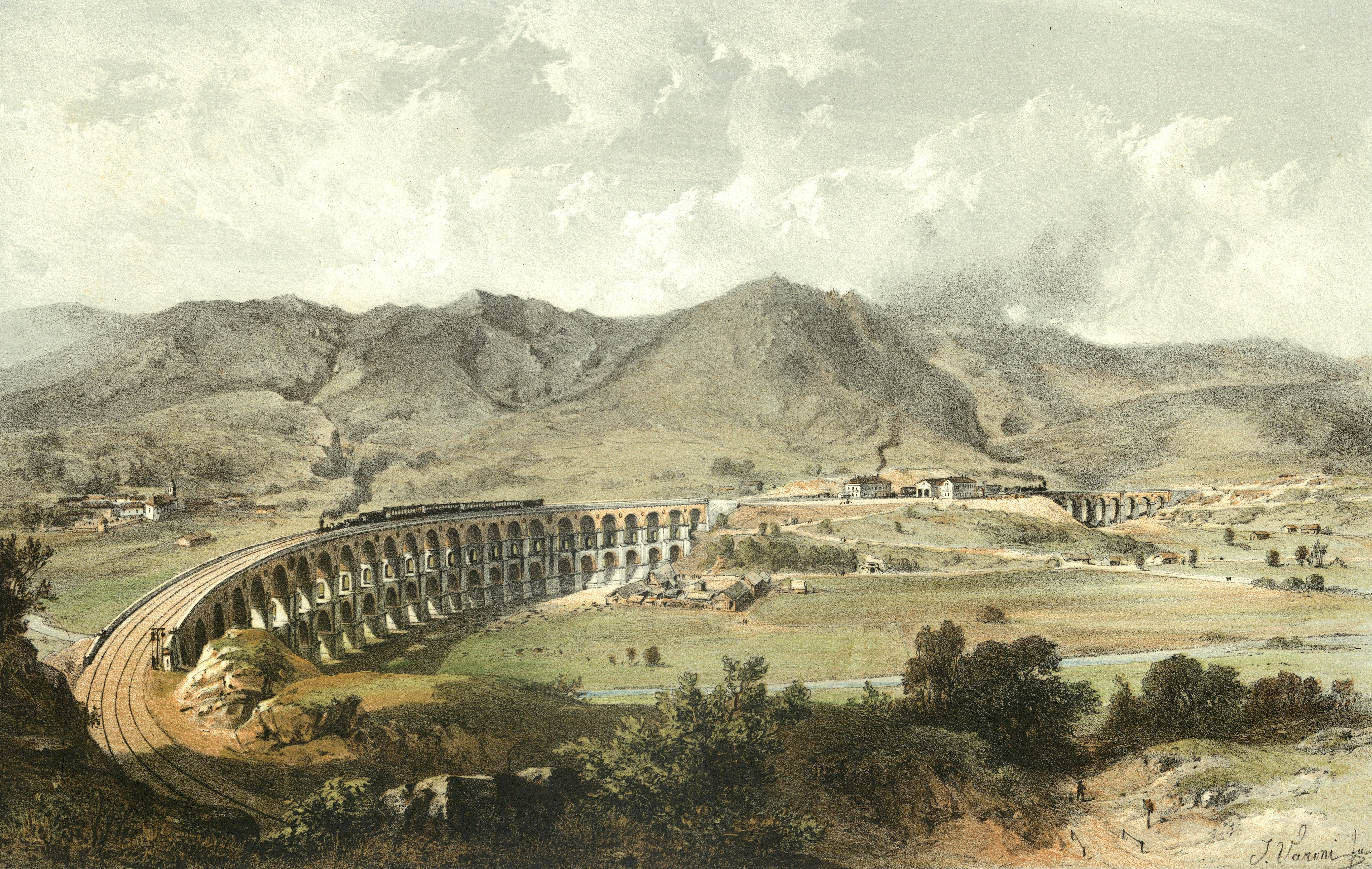
Franzdorfer Viadukt (Gemälde von Giovanni Varrone [1832–1910])

Schwierigkeiten bereitete der Weiterbau bis Triest. Es waren sowohl das Laibacher Moor (Ljubljansko barje) als auch der zur Adria hin stark abfallende Karst zu überwinden. Am 20. November 1856 wurde der Abschnitt von Laibach nach Adelsberg (Postojna) eröffnet. Dabei wurde das Laibacher Moor auf einem 2400 m langen und bis zu 15 m hohen Damm überwunden. Bei Franzdorf (Borovnica) entstand der 584 m lange, doppelstöckige Franzdorfer Viadukt.

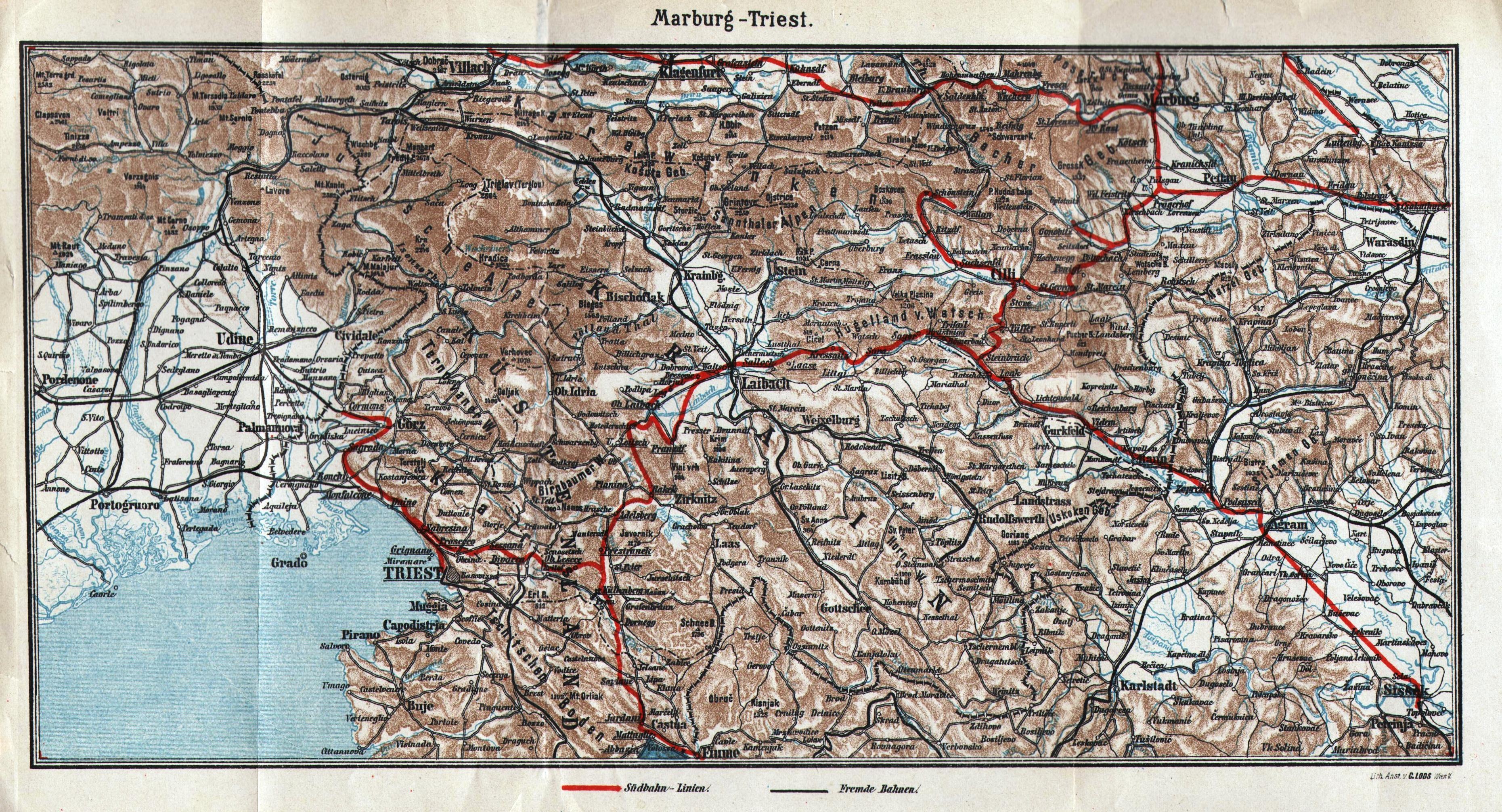
Streckenverlauf Marburg–Triest (1899)

Der letzte Streckenabschnitt bis Triest wurde schließlich am 27. Juli 1857 eröffnet. Für die Überwindung des Karsts wurden bei Aurisina 14 Viadukte notwendig. Die Strecke endete auf dem Gelände des heutigen Bahnhofs Trieste Centrale. 
Anfangs wurde die Strecke von der Wien-Gloggnitzer Eisenbahn-Gesellschaft im Auftrag der k.k. südlichen Staatsbahn betrieben. Am 1. Mai 1851 übernahm die südliche Staatsbahn aber die Betriebsführung selbst. Die k.k. südliche Staatsbahn wurde am 23. Mai 1858 an die private k.k. privilegierte Südbahn-Gesellschaft verkauft.
Historisch gesehen durchquerte die Strecke die österreichischen Kronländer Steiermark, Krain und Österreichisches Küstenland. Die Städte waren (ausgenommen Triest) meist mehrheitlich deutsch besiedelt, die Landschaft meist zu fast 100 % slowenisch. Das bis dahin abseits der Hauptverkehrsrouten gelegene Gebiet erlebte durch den Bau der Südbahn einen beträchtlichen Entwicklungsschub: Die Menschen konnten nun die boomende Region Wien ebenso leicht erreichen wie Triest, den Haupthafen der Donaumonarchie. Die Südbahngesellschaft errichtete in Marburg ihre Hauptwerkstätte, die viele Arbeitsplätze bot.
Für den Gesamtstaat entstand eine leistungsfähige Handelsroute, über die Geschäfte bis in den Orient abgewickelt werden konnten. Dem Tourismus kam die Bahn sehr zugute: Die Adelsberger Grotte etwa, die an der Strecke lag, war schon in der Biedermeierzeit ein bekanntes Reiseziel. Fahrten nach Agram (Zagreb) wurden vereinfacht. Das Entstehen der „österreichischen Riviera“ in Istrien wäre ohne die Südbahn nicht möglich gewesen. Die k.u.k. Kriegsmarine, die ihre neuen Schiffe in Triest vom Stapel ließ und Pola zum Hauptkriegshafen ausbaute, hielt über die Südbahn Verbindung mit dem k.u.k. Kriegsministerium in Wien.

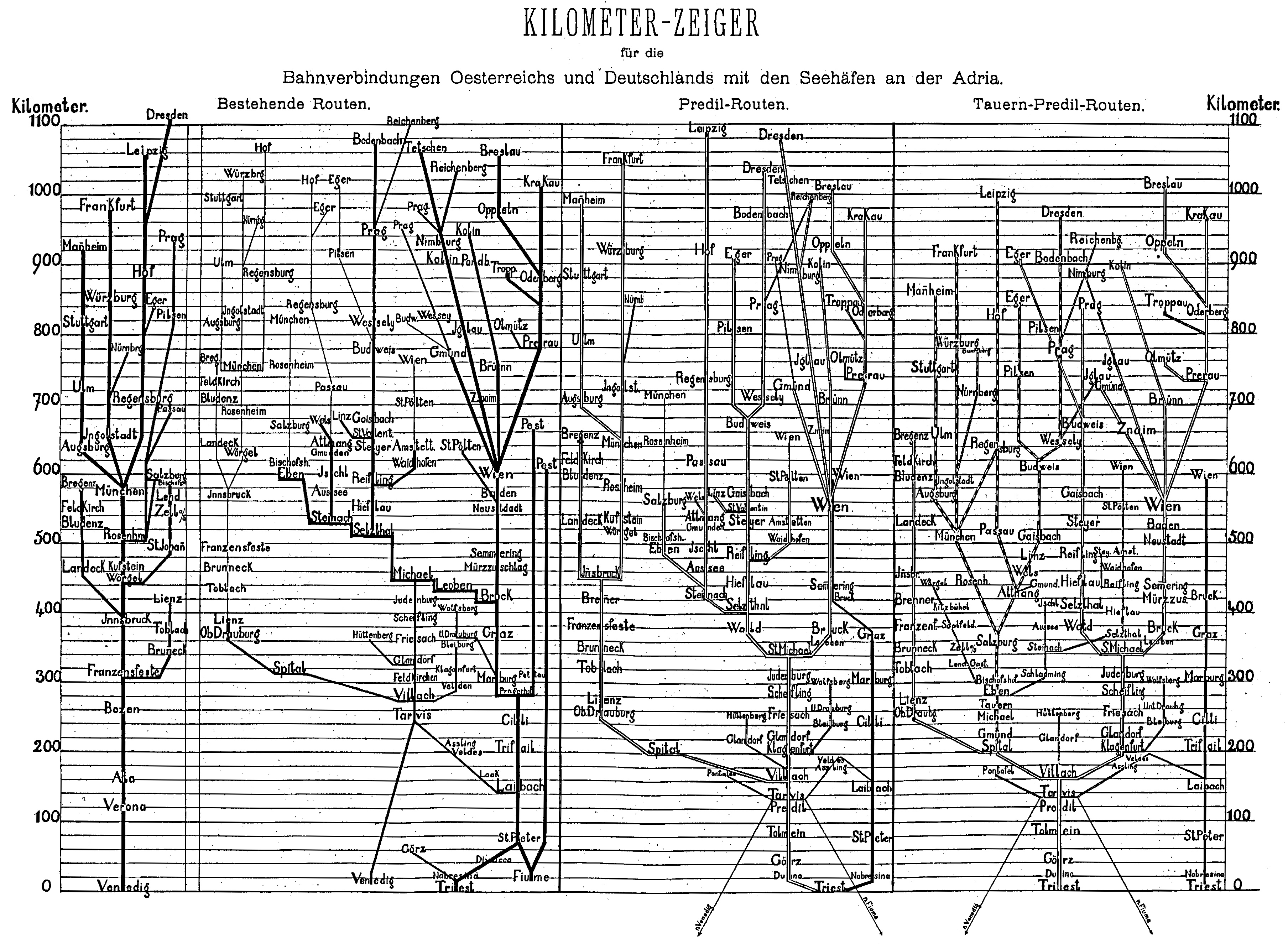
(Geplante) Bahnverbindungen Oesterreichs und Deutschlands mit den Seehäfen an der Adria, 1891

Seit 1869 wurde von Triester Seite die aufkommende Konkurrenz durch die Häfen von Fiume, Venedig, Hamburg und Genua beklagt, die über die Zeit in die Forderung des Ausbaus von Ergänzungsbahnen aus dem Reich nach Triest mündeten. Die sogenannte Triester Bahnfrage bzw. Zweite Bahnverbindung mit Triest wurde 1891 vom Niederösterreichischen Gewerbeverein sowie dem Österreichischen Ingenieur- und Architekten-Verein aufgegriffen und mit mannigfaltigen Überlegungen kommentiert. Im Wesentlichen wurde in den diskutierten Projekten das Ziel einer kürzeren, schnelleren Bahnverbindung verfolgt; von den vorgeschlagenen Streckenführungen zwischen Triest und dem nördlich der Karawanken gelegenen Draugebiet wurden als berücksichtigungswürdige mögliche Linien eingeschätzt:
- Divacca–Bischofslack (Škofja Loka),
- Loibllinie,
- Predillinie,[Anm. 2]
  - Predillinie über St. Lucia und Jauerburg (Javornik, Stadtgemeinde Kranj),[7]
  - östlicher Ast der Rudolfsbahn über den Rateče-Sattel (1870 eröffnet),
- Tauernlinie (neun Projekte).[7]

Erst 1906 wurde mit der Eröffnung von Karawankenbahn, Wocheinerbahn und Karstbahn die Triester Bahnfrage als gelöst erachtet.
Nach dem Ende des Ersten Weltkriegs 1918 befand sich die Südbahn in drei Staaten: Österreich (Grenze bei Šentilj), Jugoslawien und Italien. Von 1920 (Grenzvertrag von Rapallo) bis 1945 befand sich die jugoslawisch-italienische Grenze bei Planina, so dass Postojna/Adelsberg italienisch war. Von 1945 bis 1991 befand sich diese Grenze bei Sežana, seit 1991 ist hier die slowenisch-italienische Grenze. Der südlichste Abschnitt von Sežana bis Triest zählte 1947–1954 zum Freien Territorium Triest, seither zu Italien.
Der kleine in Österreich verbliebene Abschnitt wird seit 1923, ausgenommen 1938–1945 (Deutsche Reichsbahn), von den Österreichischen Bundesbahnen (ÖBB) betrieben. In Slowenien sind seit 1991 die Slovenske železnice (SŽ), die slowenischen Staatsbahnen, Betreiber dieser Bahn. Der italienische Abschnitt wird von den Ferrovie dello Stato (FS) geführt.

### Betriebszwischenfälle
Am 10. Juli 1917 explodierte im Bahnhof Pragerhof (heute: Pragersko, Slowenien) ein Munitionstransport. 43 Menschen starben, 75 weitere wurden verletzt. Acht nebeneinander liegende Gleise wurde auf eine Länge von 420 Metern zerstört.
Am 24. September 1917 kollidierten vor dem Bahnhof Planina entlaufene Wagen eines Militärzugs mit einem folgenden Güterzug. 29 Menschen starben, 51 wurden verletzt.
Am 14. Juli 1984 ereignete sich ein schwerer Auffahrunfall im Bahnhof von Divača: Ein mit etwa 1400 Urlaubern besetzter Schnellzug nach Koper und Pula hatte hier gehalten. Ihm folgte ein Güterzug. Dessen Lokomotivführer überfuhr zwei haltzeigende Signale und fuhr mit etwa 65 km/h auf den stehenden Zug auf. Die letzten drei Wagen des Schnellzuges wurden schwer beschädigt, 31 Menschen starben.

### Geomorphologische Besonderheiten

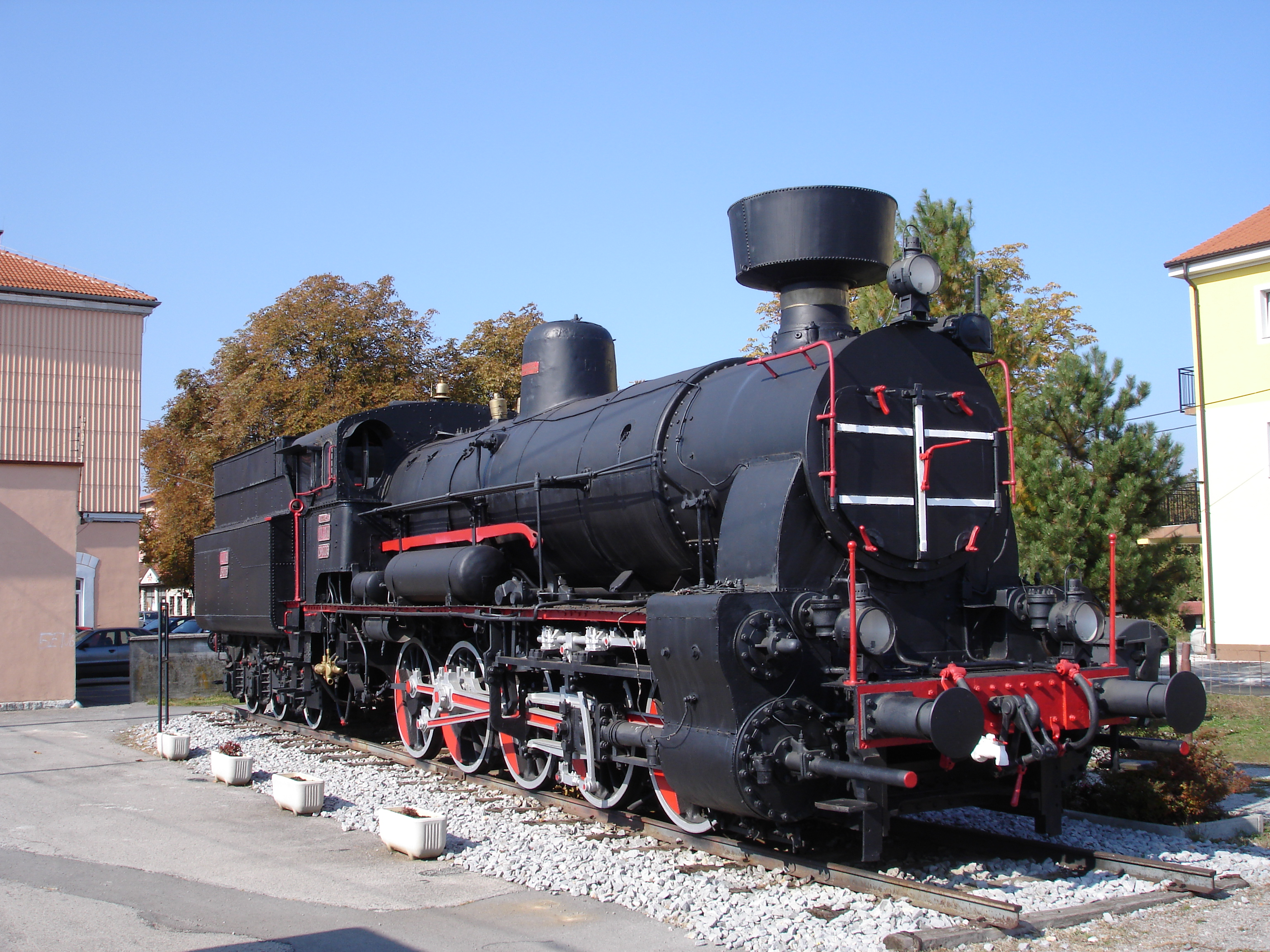
Denkmallokomotive 28.006 der JŽ (ex Reihe 80 der kkStB) in Divača

Die Trassenführung für die Südbahn erforderte für die letzten Abschnitte zwischen Sežana und Triest besondere Voruntersuchungen und höheren Bauaufwand. In diesem Gebiet waren Karststrukturen mit dem Eisenbahndamm so zu überbauen, dass nachträgliches Einbrechen der Fundamente in natürliche Hohlräume des Karstes ausgeschlossen werden konnte. Dementsprechend wurde bei Aurisina ein langes Brückenbauwerk mit unzähligen gemauerten Bögen errichtet; das Baumaterial kam von den Kalksteinbrüchen in der Umgebung.

### Verkehr einst und heute

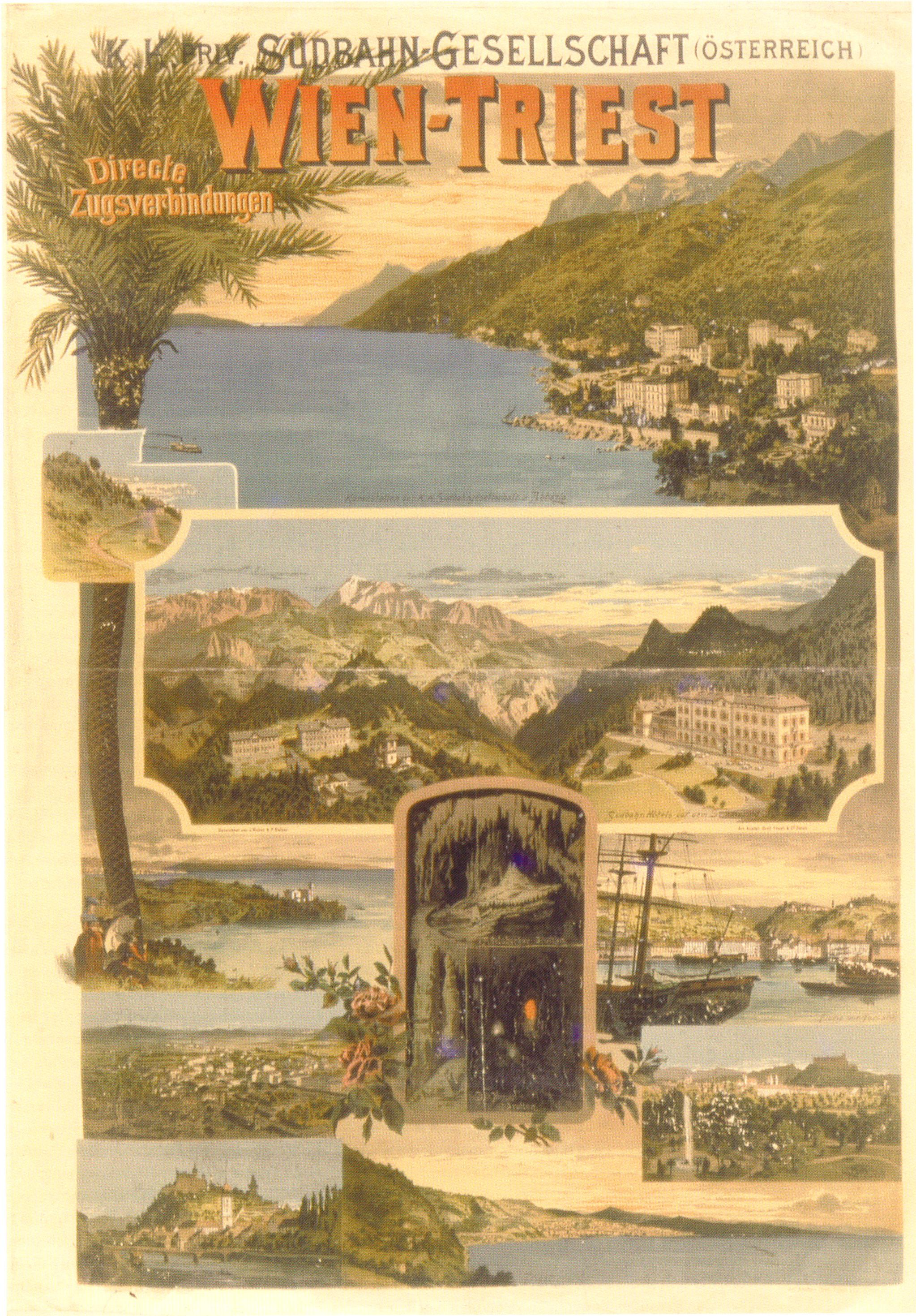
Plakat der Südbahn mit Ansichten der österreichischen Riviera, 1898.

Die historische Südbahn ist in Slowenien eine der beiden Hauptachsen des Eisenbahnverkehrs. Nach wie vor dient sie der internationalen Anbindung Sloweniens Richtung Österreich und Italien. Für Österreich und Tschechien stellt die Südbahn nach wie vor den Zugang zur Adria her, über deren Häfen (in Konkurrenz zu Rotterdam und Hamburg) Waren antransportiert werden. Die EU-Mitgliedschaft aller genannten Staaten hat den Warenverkehr wesentlich vereinfacht, die Beteiligung am Schengener Abkommen die Personenkontrollen wegfallen lassen.
Ein Fahrplanvergleich der Jahre 1901 und 2009 ergab, dass die planmäßige Fahrzeit von Wien über Graz nach Laibach/Ljubljana (445 km) von mindestens 8:50 Stunden (ein Tageszug, zwei Nachtzüge pro Tag) auf 6:05 Stunden (ein Zug pro Tag) gesenkt werden konnte (von Graz 3:23 Stunden). Von Wien nach Triest (589 km, von Graz 365 km, von Laibach 143 km) betrug die Fahrzeit anno 1901 mindestens 12:10 Stunden (ein Tageszug, zwei Nachtzüge pro Tag); 2009 betrug sie im Nachtzug 11:08 Stunden, wobei über Salzburg, Villach und Udine gefahren und einmal umgestiegen werden musste, zwei weitere Umsteigeverbindungen (über Monfalcone bzw. Venedig) hatten deutlich längere Fahrzeiten.
Deutlich zugenommen hat der Kurzstreckenverkehr zwischen Marburg/Maribor und Graz (68 km). Im Sommer 2009 wurden sieben bzw. acht Züge pro Tag mit einer Fahrzeit von 1:01 Stunde angeboten. Wien–Marburg/Maribor (282 km) wurde mit einer Fahrzeit von 3:42 Stunden sechsmal pro Tag gefahren.
Dieser positive Ansatz wurde allerdings bereits 2012 wieder zunichtegemacht, nachdem die ÖBB fast alle bis Maribor verkehrenden IC/EC-Verbindungen auf Graz beschränkte. Einzig jeweils ein tägliches EC-Paar von bzw. nach Ljubljana und Zagreb blieb bestehen.

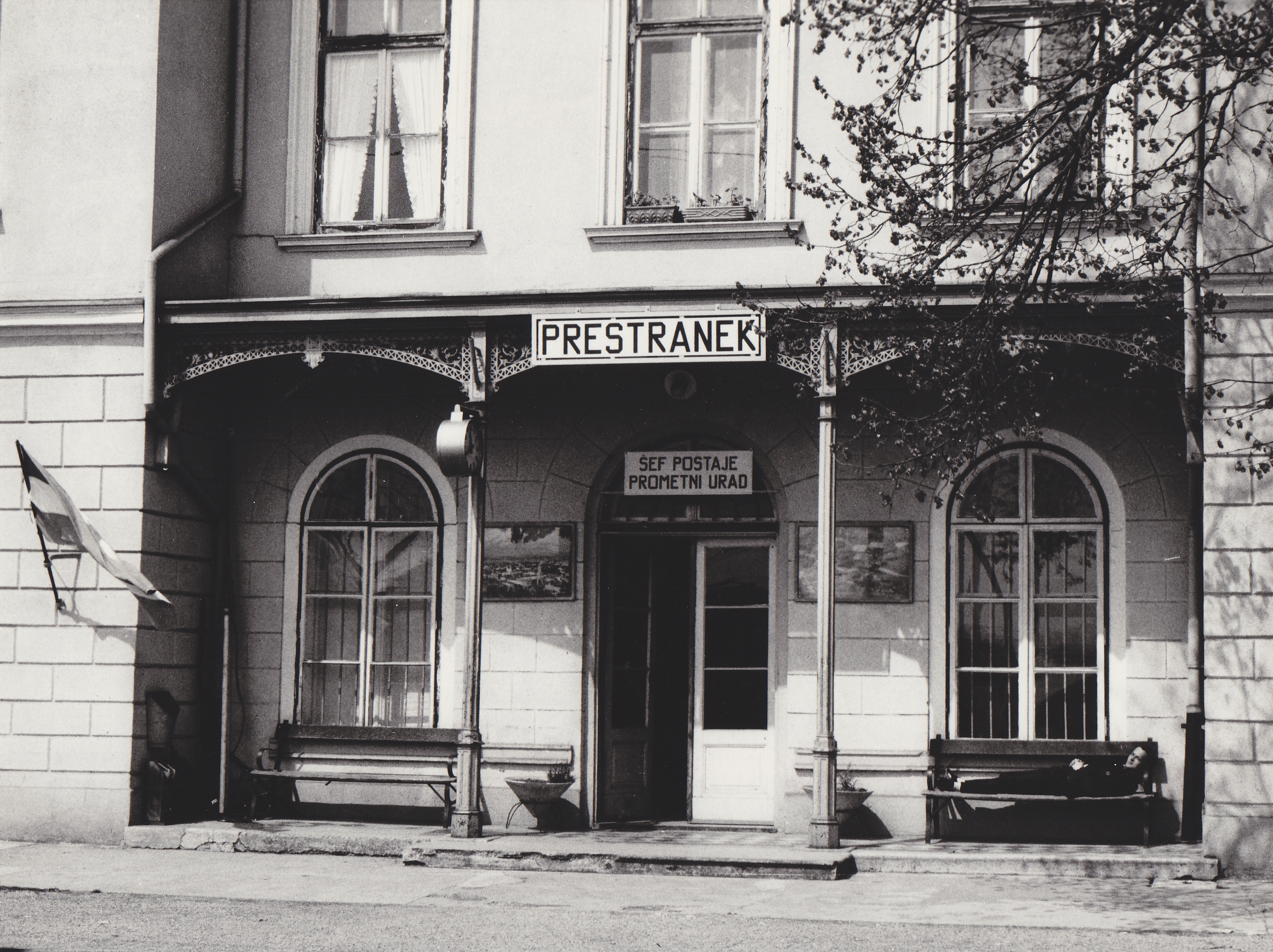
Bahnhof Prestranek im Juni 1983

Nach einem Tief zu Anfang des 21. Jahrhunderts werden zunehmend wieder attraktive Langstreckenverbindungen angeboten – mit kürzeren Fahrzeiten. Seit September 2018 verkehren wieder zwei direkte Zugpaare der Slowenischen Eisenbahnen zwischen Ljubljana und Triest und teilweise weiter nach Udine. Seit dem 11. Juni 2021 wird wieder eine Verbindung von Wien bis Triest über die gesamte Strecke der ehemaligen Südbahn angeboten. Die kürzesten Fahrzeiten, 7:20 Stunden, bietet 2024 die ÖBB zweimal am Tag mit den Railjets 131 und 133, welche jedoch über die Rudolfsbahn und weiter via Udine nach Venedig verkehren. Triest wird hier nur mit Umstieg in Udine erreicht.

#### Kurswagen
Der Komfort, der zahlungskräftigen Fahrgästen der ersten und zweiten Klasse 1901 mit direkten Wagen (Kurswagen) geboten wurde, die das Umsteigen ersparten, ist heute fast unvorstellbar: Die Südbahn führte im Sommer 1901 pro Tag neun direkte Wagen auf der Verbindung Wien–Abbazia–Fiume, davon einen Schlafwagen. Dazu kamen sechs direkte Wagen von Budapest an die Adria, die vom Budapester Südbahnhof über Čakovec/Csakathurn und Pragersko/Pragerhof auf die Südbahn geführt wurden. Von Budapest konnte man auch sechsmal pro Tag über Laibach, Monfalcone und Cormòns direkt nach Venedig fahren, weiters viermal pro Tag nach Triest. Direkte Wagen gab es auf dieser Bahn von Wien aus weiters täglich über Marburg nach Lienz, Görz, Udine und Pola.

#### Firmenegoismus
Das damalige Bestreben, Verbindungen möglichst auf Südbahn-eigenen Strecken anzubieten, führte 1901 zu Angeboten, die heute als enorme Umwege erscheinen: Um von Triest nach München italienisches Gebiet zu vermeiden, wurde über Laibach, Jesenice und Tarvis nach Villach gefahren, sodann, da die Tauernbahn noch nicht bestand, über die Drautalbahn nach Franzensfeste und Innsbruck und über Kufstein nach München. Ein direkter Wagen von Budapest nach München kam über Csakathurn und Pragerhof auf die Südbahn und wurde über Marburg auf die Drautalbahn geleitet, um München über Tirol zu erreichen.

## Streckenverlauf

### Spielfeld-Straß – Maribor – Celje
Ab dem österreichischen Grenzbahnhof Spielfeld-Strass gelangt die Südbahn in einem Seitengraben des Murtals, bereits in den Windischen Büheln gelegen, zusammen mit der A2 und der Bundesstraße 67 zur Staatsgrenze kurz vor Šentilj/St. Egidi. Nach Passieren der Staatsgrenze gelangt man im slowenischen Grenzort selbst in die südlich gerichtete Längsfurche des Cirknica-Baches. Dieser Längsfurche folgt die Südbahn bis zum Pesnica-Tal, das bei Dolnja Pocehova aufgedämmt gequert wird; hernach wird der Höhenrücken zum Drautal über Seitengräben und einen Tunnel überwunden und schließlich der Hauptbahnhof Maribor/Marburg erreicht. Geradewegs südwärts wird die Drau überbrückt und beinahe schnurgerade das Draufeld zum Bahnknoten Pragersko/Pragerhof durchmessen. Dahinter weicht die Bahnlinie nach Südwesten ab und durchschneidet einen Hügelrücken zum Loznica-Tal, das gequert und dann ein ausgedehntes Hügelgebiet bis zu einem Seitengraben des Dravinja-Tals bewältigt wird. In Letzterem geht es bis etwa Zbelovo, wo die Südbahn abermals durch das Hügelland an der Drann/Dravinjske gorice über zahlreiche kleine Gräben in das Tal der Voglajna bei Šentjur gelangt. Diesem wird streng westwärts bis Celje/Cilli gefolgt.

### Celje – Ljubljana
In Celje/Cilli verlässt die Südbahn das gleichnamige Becken und hält sich bis Zidani Most/Steinbrück südwärts an das enge Savinjatal. Zunächst wird der östliche Talhangfuß benutzt, der – nach zwischenzeitlichem Wechsel auf die rechtsseitige Talflanke bei Tremerje – bei Laško wieder erreicht wird. In Zidani Most überbrückt die Südbahn die Savinja und befindet sich nun am nördlichen Talhang des Savetals. Diesem wird flussaufwärts bis kurz hinter Litija/Littai gefolgt, wo bei Zgornji Log die Save gequert und ab etwa Laze pri Dolskem in das sich nun weitende Laibacher Becken westwärts eingetaucht wird. Allerdings hält man sich vorerst noch an den südlichen Hangfuß, da erst bei Zalog (Ljubljana)/Salloch die Ljubljanica überbrückt und das Laibacher Feld geradlinig bis zum Hauptbahnhof Laibach durchmessen wird.

### Ljubljana – Postojna
Von Hauptbahnhof Laibach aus geht es südwestwärts bis Brezovica, wo die Trasse deutlicher südwärts gegen das Laibacher Moor (Ljubljansko barje) abdreht und Letzteres geradlinig angedämmt samt der Ljubljanica bis Preserje überwindet. Ab hier folgte die Linie, den Bergfuß hinansteigend, ins Tal der Borovniščica, in dem man bis Franzdorf (Borovnica) gelangte und dann einst mit dem Franzdorfer Viadukt über dem heutigen Ort in der Kehrschleife auf den Gegenhang wechselte. Der heutige Verlauf ist weitgehend am Talboden bis südlich von Borovnica, wo die Große Kurve lediglich angedämmt die Niederung quert. Die Südbahn gewinnt nun deutlich, die Hanglehne nordwestwärts nutzend, an Höhe über dem Laibacher Moor (etwa 100 m bis Verd). An den Abhängen des Ljubljanski vrh geht es nun weiter ins Karstgebiet hinein, wobei die in den Karst ansteigende Autobahn A1 an einer Senke überbrückt wird, die jene weiter nutzt, die Bahntrasse jedoch lediglich zur Höhengewinnung ausfährt und weiter nördlich gebündelt mit der Landstraße 406 erst wieder südwestwärts umbiegt in das Becken von Logatec hinein. Weiter geht es über teils bewaldetes Karstterrain, südlich von Logatec auch wieder parallel zur A1, in die Bucht von Rakek, die östlich und danach südwestlich hin am gleichnamigen Ort vorbei ausgefahren wird, ehe – neuerlich über Karstterrain gebündelt mit der A1 – Postojna erreicht wird.

### Postojna – Triest
Die Südbahn verlässt den Bahnhof Postojna südwärts und führt dann bogenreich die südliche Zunge der zugehörigen Beckenlandschaft an deren Ostflanke (Westabfall der Javornik-Hochebene) bis etwa Prestranek aus. Der Beckengrund wird gequert, um nach Pivka am Westabhang der Beckenzunge anzusteigen. Im Bahnhof Pivka zweigt die ebenfalls elektrifizierte Strecke nach Rijeka ab. Der dortige Höhenzug des Karstes wird an seiner Südabdachung, die gleichzeitig den Nordrand des Beckens von Dolnja Košana bildet, passiert und schließlich hoch an der Nordflanke des Rekatals bzw. dessen nördlichen Hinterlands westwärts nach Divača gestrebt. Hier beginnt mit der Strecke Divača–Pula eine weitere Zweigstrecke zum kroatischen Adriahafen Pula. Auf dem bereits mediterranen Karstplateau geht es weiter nach Sežana, wo der Grenzbahnhof zu Italien angelegt wurde. Das Pendant auf italienischer Seite liegt in Villa Opicina, welches nach wenigen weiteren bogenreichen Kilometern auf dem Karst erreicht wird. Hier beginnt der Abstieg vom Karstabfall zur Adria, der mittels einer großen Kehrschleife als künstliche Längenentwicklung gelingt, die zunächst „hinter“ (also östlich) des Steilabbruchs in wegsamem Gelände nordwestwärts etwa 12 km bis Aurisina geführt wird, um dann die Kehre an den Steilabbruch zu bewältigen und an Letzterem mit zahlreichen Kunstbauten wieder südostwärts zunächst hoch (etwa 130 m) über der Adria kontinuierlich bis auf Meeresniveau in Triest zu fallen. Der ehemalige Südbahnhof heißt nunmehr Trieste Centrale.

## Modernisierung und zweigleisiger Ausbau
Bis Februar 2023 sollen die Bahnhöfe Maribor Tezno, Maribor, Pesnica und Šentilj modernisiert werden, der Šentilj-Tunnel wird modernisiert und ein neuer Pekel-Tunnel nördlich von Maribor gebaut. Es ist geplant, bis 2026 das nach dem Zweiten Weltkrieg abgebaute zweite Gleis zwischen Maribor und Šentilj wieder aufzubauen.